# 도봉구 (선거구)
도봉구는 대한민국의 옛 국회의원 선거구였다. 당시 서울특별시 도봉구 지역을 관할했다.

## 역사
1973년 7월, 성북구의 일부 지역이 도봉구로 분리되었다. 이로 인해 제10대 국회의원 선거를 앞두고 도봉구 지역을 기반으로 하는 선거구가 신설되었다.
1988년 1월, 일부 지역이 노원구로 분리되었다. 또한 제13대 국회의원 선거부터는 소선거구제가 시행되면서 13대 총선을 앞두고 도봉구 갑, 도봉구 을, 노원구 갑, 노원구 을로 각각 분리되면서 폐지되었다.

## 역대 국회의원
| 선거   | 정당 | 정당       | 1위 의원 | 정당 | 정당       | 2위 의원 |
| ------ | ---- | ---------- | -------- | ---- | ---------- | -------- |
| 1978년 |      | 신민당     | 고흥문   |      | 무소속     | 홍성우   |
| 1981년 |      | 민주정의당 | 홍성우   |      | 민주한국당 | 김태수   |
| 1985년 |      | 신한민주당 | 조순형   |      | 민주정의당 | 홍성우   |

## 역대 선거 결과

### 대한민국 제10대 국회의원 선거
|  | 40.86% |

|  | 25.57% |

|  | 21.23% |

|  | 5.32% |

|  | 4.26% |

|  | 1.63% |

|  | 1.09% |

### 대한민국 제11대 국회의원 선거
|  | 35.82% |

|  | 24.42% |

|  | 19.60% |

|  | 8.06% |

|  | 2.32% |

|  | 1.71% |

|  | 1.58% |

|  | 1.51% |

|  | 1.27% |

|  | 1.16% |

|  | 0.98% |

|  | 0.82% |

|  | 0.69% |

### 대한민국 제12대 국회의원 선거
|  | 42.35% |

|  | 24.14% |

|  | 14.23% |

|  | 12.97% |

|  | 4.16% |

|  | 1.71% |

|  | 0.40% |

|  | 0% |